# Скоморовський Келестин Захарович
Скоморовський Келестин Захарович (псевдонім — Долиняненко Келестин; 16 квітня 1820, Долиняни Бережанського повіту (Галичина), нині Рогатинського району Івано-Франківської області — 16 квітня 1866, Остап'є, нині Підволочиського району Тернопільської області) — український письменник, греко-католицький священник, поет, мовознавець, перекладач. Брат Йосипа Скоморовського. Член «Головної Руської Ради» в м. Львові (1848).

## Життєпис
Навчався у Бережанській гімназії (від 1831), на філософських курсах Львівського університету. 1849 закінчив Львівську духовну семінарію.
Від 1849 — парох у с. Остап'є Скалатського повіту.
Поезії писав під псевдонімом Келестин Долиняненко, опубліковані 1847 року в альманасі «Вінок русинам на обжинки»; журналі «Зоря» — ч. 20, 1886, та інших. Один із перших у Галичині перекладачів творів російської літератури: переклав з російської мови трагедію Олексія Хомякова «Єрмак». Окремі твори у розвідках про Скоморовського опублікували Ярослав Гординський і Михайло Пачовський.
Скоморовський зібрав матеріали до німецько-українського словника, які згодом доповнив Омелян Партицький і видав під своїм прізвищем (1867).